# Чолак Анта Симеоновић
Антоније Симеоновић — Чолак Анта један је од најважнијих војвода Првог српског устанака 1804. године.

## Биографија
Антоније Симеоновић је пореклом из села Средска код Призрена, где је рођен око 1777. године. Као младић заљубио се у девојку муслиманске вере. Када је њена породица за то сазнала, кренули су у потеру за Симеоновићем. Он је тада ранио једног од њих и морао је да напусти Призрен. Тако је дошао у Београдски пашалук. У Београду је почео да живи од ћурчијског заната. Пред сам почетак Првог српског устанка отишао је у Призрен, где је купио оружје које је намеравао да препрода Турцима и да на тај начин заради. Међутим, чувши за почетак устанка однео је оружје устаницима у Тополу. У наредном периоду често је био уз самог Карађорђа. Прозван је чолак зато што је у бици са Турцима код Остружнице изгубио део руке, остао чолакаст (колак је рука на турском, 'çolak' значи сакат у руку).
У мају 1809. Чолак је заједно са војводом Вујицом Вулићевићем предводио Карађорђеву офанзиву од Никшића према Црној Гори. Прешли су Лим са 2.000 људи и напали непријатеља у Пријепољском гарнизону. Након тога је Чолак Анта са једним батаљоном прешао Тару, и преко Дробњака стигао под Никшић и на Превоју заузео положаје и тако се спојио са Црногорцима. Чолак Анта и Рака Левајац, предводник офанзиве из другог правца, пошто им је пут за повратак био пресечен, продужили су до Цетиња ка Владици и потом се тајно вратили кроз турске редове у Србију. Године 1811. постао је војвода крушевачки. После пропасти устанка 1813. прешао је у Аустрију, а наредне године отишао је у Русију. У Србију се вратио 1830. године и постао члан Окружног суда. Пензију је добио 1835. године, а последње године свог живота је провео у Крушевцу и у Крагујевцу. Преминуо је 1853. у Крагујевцу, у дубокој старости.